# جشنواره پژوهشی ابوریحان بیرونی
جشنواره پژوهشی ابوریحان بیرونی یکی از جشنواره‌های علمی در ایران است که هر ساله در حوزه علوم پزشکی و علوم دارویی برگزار می‌شود. در سال ۱۳۹۷ نوزدهمین دوره این جشنواره برگزار شد.

## نام جشنواره
در پانزدهمین دوره جشنواره، نام ابوریحان بیرونی برای جشنواره انتخاب شد.